# Kerckerinck
Kerckerinck ist der Name eines alten münsterländischen Adelsgeschlechts.
Es besteht aus zwei Linien:
- von Kerckerinck zur Borg, mit dem Stammsitz Haus Borg in Rinkerode und
- von Kerckerinck zu Stapel, mit dem Stammsitz Haus Stapel bei Havixbeck.

Der vermutlich gemeinsame Ursprung der beiden Linien konnte bisher nicht geklärt werden; beide gehörten zu den traditionellen münsterschen Erbmännern.
Wegen des namensähnlichen und ebenfalls aus Westfalen stammenden, wohl aber nicht stammesverwandten lübischen Patriziergeschlechts siehe unter Kerkring.

## von Kerckerinck zur Borg

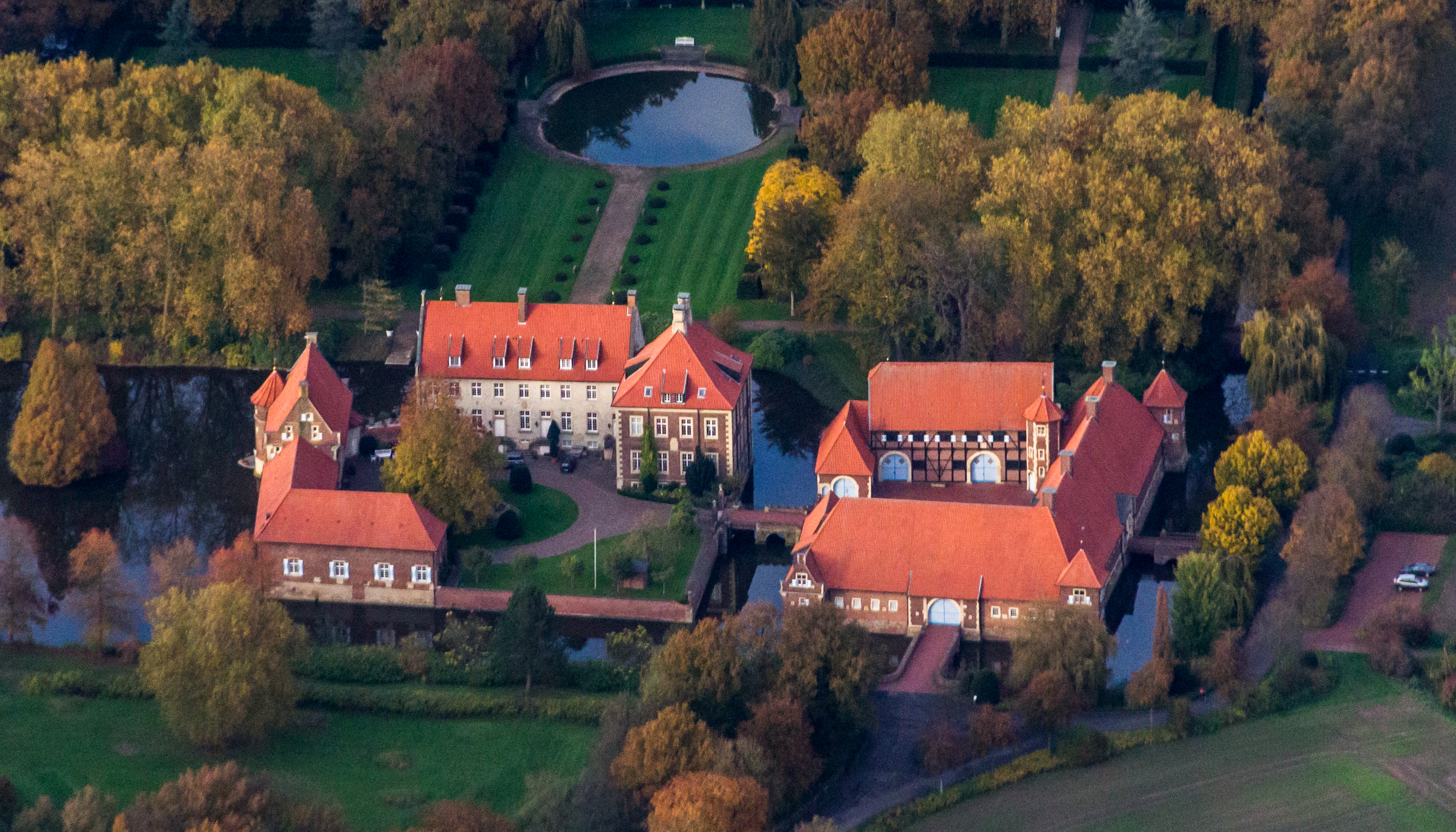
Haus Borg

Vermutlich dem Münster-Meinhoevel'schen Sippenverband zugehörig, tritt das Geschlecht unter dem münsterschen Erbmännertum mit Hermanus Kericherinc am 26. Mai 1264 urkundlich zuerst auf. Dominus Albertus Kerchering erscheint 1292 bis 1295 als Domherr zu Münster und Gottfried Kercherinc um 1380 (liber feudorum des Bischofs Florenz von Muenster) als Burgmann zu Horstmar. Sie erwerben die Immunität Bispinghoff binnen Muenster mit hoher Gerichtsbarkeit 1420. Margaretha von Kerckerinck auf dem Bispinghof heiratete Johann V. Droste zu Hülshoff (1421–1462).
Der reichs- und erbländisch-österreichische Freiherrenstand wird in Wien am 25. Juni 1710 Jobst Stephan von Kerckerinck zur Borg, auf Borg, Alvinghoff usw., Kurfürstlich Kölnischer Geheimer Rat, Kriegsrat und Oberhofmarschall des Kurfürsten Clemens August aus dem Hause Wittelsbach, verliehen. Durch Preußen wird der Freiherrenstand lt. Min.-Reskr. vom 20. Januar 1835 für Maximilian Klemens Freiherrn von Kerckerinck zur Borg, königlich preußischer Regierungsrat in Trier, anerkannt.
Die Familie geriet unter dem Nachfolger Jobst Stephans, Kaspar Nikolaus, in eine schwere Schuldenkrise und schließlich, 1749, in Konkurs. Erst 1782, unter dem Sohn Caspar Nikolaus’, Clemens August, konnte das Konkursverfahren beendet werden.
Die freiherrliche Familie besteht fort und hat Mitglieder in Deutschland und im Ausland aufzuweisen. 1978 wurde der Besitz Haus Borg, der sich seit 1466 im Familienbesitz befand, an den Industriellen Dreier aus Dortmund verkauft.

### Wappen
Kerckerinck zur Borg: In Blau ein silberner schräg-rechts Balken, mit drei gold-besamten roten Rosen belegt. Auf dem Helm mit blau-silbernen Decken ein kleiner Schild mit dem Schildbild zwischen einem silbernen und einem blauen Büffelhorn.

## von Kerckerinck zu Stapel

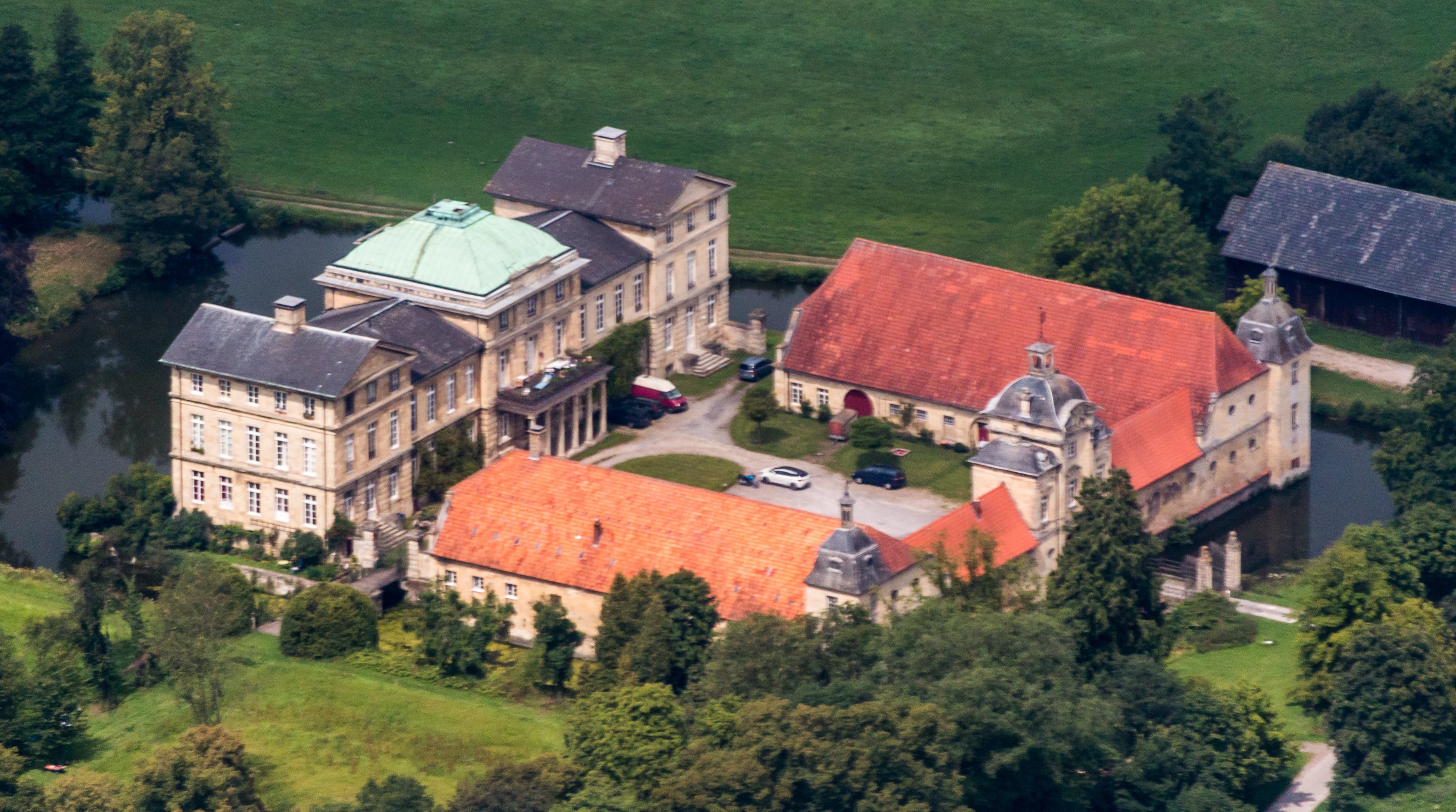
Haus Stapel

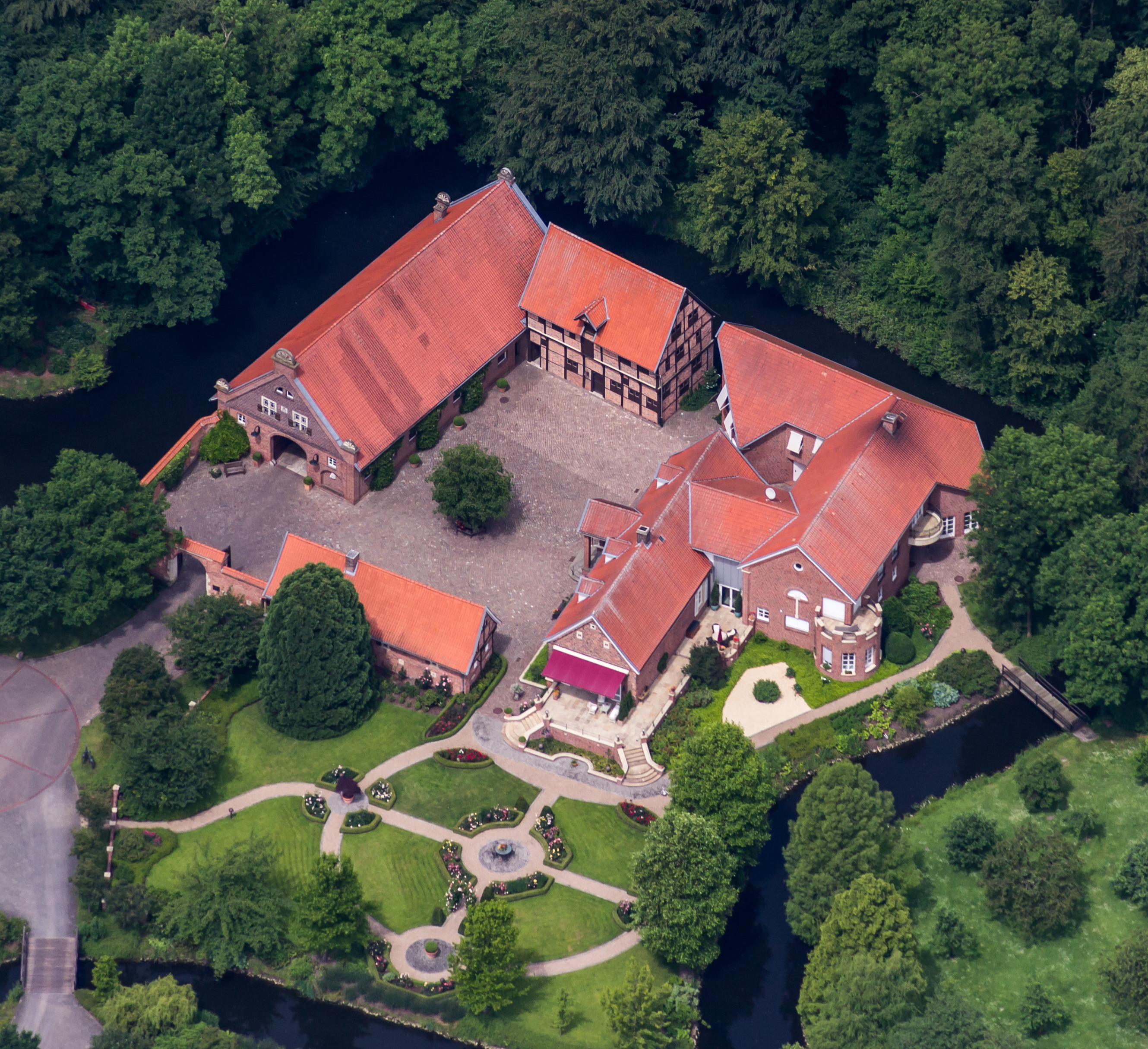
Haus Giesking

Die freiherrliche Familie ist 1880 ausgestorben. Der Stamm wird von Bürgerlichen als Sprickmann Kerkerinck weitergeführt, auch Kerkering ist als Familienname noch bekannt. Ältester bekannter Vorfahr ist Godike von Kerckerinck, der Haus Stapel 1467 erwarb und 1481 starb. Sohn Bernhard (* 1462; † 1538), verheiratet mit Margaretha, einer Tochter von Johann IV. Droste zu Hülshoff, und Enkel Mathias (* 1515; † 1591) vermehrten den Besitz um Haus Giesking. Mathias’ älterer Sohn Bernhard (* 1552) erbte Stapel, sein Bruder Bertold (* 1554; † 1625) Giesking. Es teilte sich die Line vorübergehend.

### Wappen
Kerckerinck zu Stapel: In Grün ein silberner schräg-rechts Balken, mit drei gold-besamten roten Rosen belegt. Auf dem Helm mit grün-silbernen Decken ein offener Adlerflug, belegt mit dem Schildbild.

### Der Stapelsche Zweig
Bernhards Sohn Mathias (* um 1598; † 1661) blieb unverheiratet, hatte aber fünf Söhne. Als uneheliche Söhne mussten sie bürgerliche Berufe ergreifen. Ein Enkel von Matthias, Franz Bernhard Kerckerinck (* um 1670), wurde Stiftssekretär zu Nottuln. Sein Sohn Franz Hermann (* 1700; † 1769) war Sekretär des Domkapitels zu Münster und Gograf zu Bakenfeld; dessen Tochter Marianne Kerckerinck (* 1743; † 1791) ehelichte Dr. jur. Anton Matthias Sprickmann, einen westfälischen Dichter und Rechtsprofessor.
Deren Sohn Christoph Bernhard Sprickmann Kerkerinck (* 1776; † 1852), ebenfalls Juraprofessor in Münster, war der Spitzenahn der heute noch existierenden Familien Sprickmann Kerkerinck. Westfälischem Brauch entsprechend durfte er wegen des Landbesitzes seiner Mutter – sie war die Letzte ihres Stamms – deren Namen an den seinen anfügen. Sein Enkel Rudolph Sprickmann Kerkerinck (* 1848; † 1905) war Bürgermeister von Rheine. Das c in der Namensmitte von Kerckerinck war inzwischen verlorengegangen.

### Der Gieskingsche Zweig
Bertolds Sohn Bernhard (* 1596) hatte einen Sohn Matthias (* 1628; † 1684), Amtmann von Kastellaun, der von seinem unverheirateten Onkel Mathias (s. o.) nach dessen Tod Haus Stapel zurückerhielt. Sein Sohn Johann Ludwig von Kerckerinck zu Stapel (* 1671; † 1750) war der eifrigste Verfechter des münsterschen Erbmännerstreits, der über mehrere Jahrhunderte dauerte und somit als wohl längster Rechtsstreit Deutschlands in die Geschichte einging. Er wurde erst 1709 durch Urteil Kaiser Josephs I. in Wien zugunsten der Erbmänner entschieden.
Johann Ludwig von Kerckerinck zu Stapel besorgte beim kaiserlichen Hofe in Wien sowohl für sich als auch für seinen entfernten Verwandten auf Haus Borg den erblichen Titel als Reichsfreiherr; er ließ danach auf seinem Sitz Haus Stapel den prächtigen Torturm errichten.
Sein Sohn war Franz Hermann Freiherr von Kerckerinck zu Stapel (* 1713; † 1778, Domherr), dessen Sohn Johann Franz (* 1739; † 1792, Domherr). Dessen Tochter Maria Theresia Freiin von Kerckerinck zu Stapel (* 1786; † 1870) heiratete im Jahr 1801 – erst fünfzehnjährig – Ernst Konstantin von Droste zu Hülshoff (* 1770; † 1841), den Bruder von Annettes Vater Clemens-August II. von Droste zu Hülshoff. Die Eheleute nannten sich nun von Droste-Kerckerinck zu Stapel und hatten 22 Kinder, von denen keines (legalen) Nachwuchs hatte. Annette berichtet in ihren Briefen gelegentlich von den ungeliebten Stapeler Cousinen, denen sie Unterricht erteilen musste. Die letzte Nachkommin der Kerckerincks, Ludovica Freiin von Droste-Kerckerinck zu Stapel, verstarb 1880, womit dieser adelige Kerckerinck-Zweig erlosch und Haus Stapel an die Familie Droste zu Hülshoff zurückfiel.
Eine Tochter aus der 22-köpfigen Stapeler Kinderschar soll der Überlieferung nach um 1820 von einem Knecht aus Havixbeck geschwängert worden sein; das Kind – ein Sohn – wurde heimlich an eine Pflegefamilie in Nottuln abgegeben, und es gibt Hinweise, dass dessen Nachkommen heute in Lothringen leben – mit einem Familiennamen, der auf die Abkunft von Droste schließen lässt.

## Bekannte Familienmitglieder
- Albert Kerckerinck, Domherr in Münster
- Johann von Kerckerinck zu Stapel (1627–1700), Domvikar in Münster
- Matthias von Kerckerinck zu Stapel (1628–1684), Amtsdroste in Bruchsal und Kurmainzer Rat
- Heinrich Hermann von Kerckerinck zu Stapel (1632–1684), Kanoniker und Dekan im Dom zu Fritzlar
- Bertold von Kerckerinck zu Stapel (1640–1709), markgräflicher Hofmeister und Kammerjunker sowie Domdekan
- Wilhelm Lambert von Kerckerinck zu Stapel (1645–1676), Hofkavalier in Baden-Baden und Hessen sowie Kanoniker in Aschaffenburg
- Johann Ludwig von Kerckerinck zu Stapel (1671–1750), Vertreter der Ritterschaft im Landtag des Hochstifts Münster und Mitstreiter im Erbmännerprozess
- Jobst Stephan von Kerckerinck zur Borg (1679–1735), Oberhofmarschall des Kölner Kurfürsten Clemens August
- Kaspar Nikolaus von Kerckerinck zur Borg (1713–1746), Domherr in Münster
- Clemens August von Kerckerinck zur Borg (1720–1755), Kurkölnischer Kämmerer und Domherr in Münster
- Maximilian von Kerckerinck zur Borg (1829–1905), preußischer Landrat
- Engelbert von Kerckerinck zur Borg (1872–1933), deutscher Rittergutsbesitzer, Politiker der Zentrumspartei sowie landwirtschaftlicher Interessenvertreter